# Diospyros capricornuta
Espèce
Statut de conservation UICN

 DD  : Données insuffisantes
Diospyros capricornuta est une espèce de plantes à fleurs de la famille des Ebenaceae.

## Publication originale
- Bulletin du Jardin Botanique National de Belgique 58: 405. 1988.